# Lijst van staten in het Heilige Roomse Rijk (Z)
Dit is een lijst van staten in het Heilige Roomse Rijk die beginnen met de letter Z.
| Naam                  | Type                                  | Kreits              | Bank | Ontstaan                       | Notities |
| --------------------- | ------------------------------------- | ------------------- | ---- | ------------------------------ | --- |
| Zähringen             | Hertogdom                             |                     |      | 1097                           | c1078: Berthold II bouwt het kasteel Zahringen c1100: Berthold II neemt de titel van "hertog van Zahringen" aan 1218: Ingetrokken |
| Zeeland               | Graafschap                            | Burg                |      | 1299                           | 1299: Naar de graven van Holland Naar de hertogen van Bourgondië 1477: Naar de Habsburgers 1512: Bourgondische Kreits Naar de Verenigde Provinciën 1815: Bij het Koninkrijk der Nederlanden |
| Zeil                  | Heerlijkheid 1628: HRR graafschap     |                     |      |                                | Naar Waldburg |
| Zell am Harmersbach   | Keizerlijke stad                      | Swab                | SW   |                                | Aangesloten bij Baden in 1803 |
| Ziegenhain            | Graafschap                            |                     |      |                                | |
| Zimmern               | Heerlijkheid 1538: HRR graafschap     |                     |      |                                | 1319: Verkregen door het huwelijk van met de erfgenamen van de heerlijkheid Messkirch 1415: Verkreeg kasteel Wildenstein 1462-1594: Door pandrecht van de Habsburgers de heerlijkheid Oberndorf verkregen 1488: Tijdelijk bezit van de graven van Sigmaringen-Werdenberg 1503: Terug verkrijgen van het territorium van Zimmern 1508: Verdeling van Zimmern in drie gebieden (heerlijkheid Wald en Oberndorf, heerlijkheid Messkirch en heerlijkheid Wildenstein) 1594: Mannelijke lijn uitgestorven; erfenis verdeeld tussen zijn zussen; heerlijkheid Wald verkocht aan de keizerlijke stad Rottweil; heerlijkheid Oberndorf terug naar de Habsburgers; heerlijkheid Messkirch met kasteel Wildenstein verkocht voor 400,000 gulden aan de graven van Helfenstein-Gundelfingen |
| Zollern               | Graafschap                            |                     |      | c1052                          | 1309: Samengesmolten met Hohenzollern |
| Zollern and Hohenberg | Graafschap                            |                     |      | 1125                           | 1253: Samengesmolten met Hohenberg |
| Zug                   | Keizerlijk kanton                     |                     |      | 1415: Afgesplitst van Habsburg | 1648: Verliet het Keizerrijk als lid van de Zwitserse Confederatie |
| Zürich                | 1218: Keizerlijke vrije stad          |                     |      | 1218                           | c670: Eerste vermelding van Zürich 929: Stadsrechten Naar de abdij van Fraunmuster 1218: Keizerlijke status 1351: Gaat bij de Zwitserse Confederatie 1440: Uit de Confederatie gezet door oorlog met de andere leden 1450: Zurich terug toegelaten 1648: verliet het keizerrijk als een lid van de Zwitserse Confederatie |
| Zutphen               | Graafschap                            | Burg                |      |                                | 1512: Bourgondische Kreits |
| Hertogdom Zwaben      | 911: Hertogdom 1378: Rijkslandvoogdij | Oostenrijkse Kreits |      | 911                            | 1268: Verdeling van hertogdom Zwaben, wat overblijft van het hertogdom wordt verenigd in rijkslandvoogdij Neder-Zwaben en rijkslandvoogdij Opper-Zwaben 1378: Rijkslandvoogdij Neder- en Opper-Zwaben worden samengevoegd tot rijkslandvoogdij Zwaben 1478: Aan Beieren 1512: Oostenrijkse Kreits 1541 aan Oostenrijk 1805: Aan Württemberg |
| Zweibrücken           | 1182: Graafschap                      |                     |      |                                | 1366: In leen gegeven aan keurvorst en paltsgraaf Ruprecht II 1385: Graaf Eberhard verkocht 1/2 van Zweibrücken aan de paltsgraaf van de Rijn en hield zelf 1/2 1393: Walramide graven sterven uit Louis (d.1489) sticht de lijn van hertogen van Zweibrücken 1731: Simmern-Veldenz lijn van Zweibrücken sterft uit; Zweibrücken doorgegeven aan de Birkenfeld lijn 1799: Geërfd door Beieren 1801: Afgestaan aan Frankrijk 1814: Bij Beieren, Oldenburg en Pruisen |
| Zwiefalten            | Keizerlijke abdij                     | Swab                |      |                                | 1793: Raad van Vorsten |

A · B · C · D · E · F · G · H · I · J · K · L · M · N · O · P · Q · R · S · T · U · V · W · Z

vrije keizerlijke steden · keizerlijke abdijen